# Metroperiella spatulata
Metroperiella spatulata is een mosdiertjessoort uit de familie van de Bitectiporidae. De wetenschappelijke naam van de soort is voor het eerst geldig gepubliceerd in 1937 door Okada & Mawatari.